# Südostthüringisch
Südostthüringisch ist eine dem Mitteldeutschen zuzuordnende Thüringer Mundart, die vor allem im Saale-Orla-Kreis, im Landkreis Greiz, im südlichen Landkreis Saalfeld-Rudolstadt, in und um die Stadt Gera, im Süden des Saale-Holzland-Kreises und im äußersten Norden des Landkreises Kronach gesprochen wird. Es handelt sich dabei um einen Übergangsdialekt zwischen den nördlich anschließend gesprochenen thüringischen Dialekten und den ostfränkischen Dialekten Südthüringens, des Vogtlands und Nordbayerns. Im Süden des Dialektgebiets treten daher ostfränkische Sprachmerkmale (z. B. Verwendung von fei und net) gehäuft auf, im Südwesten finden vermehrt mainfränkische Vokabeln Verwendung. Sorbenfränkisch, Saalefränkisch und Elsterfränkisch sind historische Bezeichnungen für diesen Dialekt.

Verbreitungsgebiet der südostthüringischen Mundart

Einige grundlegende Merkmale, die den Dialekt z. B. vom benachbarten Ilmthüringischen unterscheiden, sind der Zusammenfall von ch [⁠ç⁠] und sch [⁠ʃ⁠] (d. h. man sagt nisch statt nich), die Verwendung der Diminutive -le und -l (bissl statt bisschen) sowie die dem Osterländischen und Meißenischen ähnelnde Sprachmelodie. Im Vergleich zum übrigen mitteldeutschen Sprachraum werden die hellen Vokale sehr klar ausgesprochen, wobei geschlossene e-Laute eine leichte Färbung zum i bekommen (etwas übertrieben: „Dos gieht fei net!“), was am Südrand des Dialektgebietes in einem i-auslautenden Diphthong ausläuft.
Im Norden ähnelt der Dialekt dem Ostthüringischen, im Süden an den Grenzen zu Bayern und Sachsen aufgrund der bereits erwähnten ostfränkischen Merkmale und des ähnlichen Wortschatzes eher dem Vogtländischen.
Im Westen des Sprachgebiets treten zudem Interferenzen mit dem Ilmthüringischen auf, z. B. wird in Kahla ein Mischdialekt aus Ilmthüringisch und Südostthüringisch gesprochen.
Das Dialektgebiet entspricht den historischen reußischen Ländern und dem südlichen Landesteil der Grafschaft Weimar-Orlamünde.